# Alexis Sinduhije
Alexis Sinduhije (né le 5 mai 1967) est un journaliste et homme politique burundais. Il est le fondateur de Radio Publique Africaine en 2000, dont l'objectif est d'humaniser les relations entre Tutsi et Hutu. 
Cette station subit la répression du gouvernement depuis 2003 où elle a été censurée trois jours durant. Le 3 novembre 2008, Sinduhije a été arrêté et emprisonné pour de prétendues insultes au président Pierre Nkurunziza, avant d'être innocenté et relâché le 13 mars 2009.
Alexis Sinduhije est candidat pour les élections présidentielles de 2010 et apparaît dans la liste du Time Magazine des 100 personnes les plus influentes en 2008.
Alexis Siduhije vit en exil depuis la crise de 2015 au Burundi. Le pouvoir burundais l’accuse d’être derrière le mouvement rebelle Red Tabara, ce qu’il a toujours nié,

## Prix
- 2004 Prix de la liberté de la Presse du Comité pour la protection des journalistes[4]